# Pasivna hiša
Pasivna hiša je izraz za energijsko varčno in zračno zatesnjeno zgradbo, v kateri za udobno bivanje ni potrebna uporaba običajnih ogrevalnih sistemov ali klimatskih naprav. Za njeno ogrevanje, hlajenje, razvlaževanje in prezračevanje se porabi malo energije. Toploto zagotavlja prezračevalna naprava. Po standardu pasivne hiše so grajeni bivalni in poslovni objekti.
Prvo pasivno hišo, niz štirih stavb s po tremi etažami, je postavil nemški fizik Wolfgang Feist ob pomoči švedskega kolega Boa Adamsona in sicer leta 1991 v Darmstadtu v Nemčiji. Tamkajšnja ustanova Passivhaus Institut podeljuje certifikat produktom, ki so primerni za vgradnjo v pasivno hišo.

## Standard pasivne hiše

### Uporabljene komponente
- toplotna prehodnost U vseh gradbenih elementov pod 0,15 W/(m²K), prostostoječih enodružinskih hišah se priporoča pod 0,10 W/(m²K)
- gradnja izvedena brez toplotnih mostov
- izredna zrakotesnost, ki se jo kontrolira s tlačnim preizkusom
- zasteklitev z U𝑤 pod 0,8 W/(m²K)
- okenski okvir z U𝑓 pod 0,8 W/(m²K)
- poraba električne energije za pogon prezračevalne naprave manjša ali enaka 0,4 Wh/m³ prečrpanega zraka
- priprava in distribucija sanitarne vode mora imeti najnižje toplotne izgube
- električne naprave energijskega razreda A in A+

Vir

### Specifične vrednosti
- letna poraba toplote za ogrevanje je manjša ali enaka 15 kWh/m² letno
- skupna poraba primarne energije je manjša ali enaka 120 kWh/m² letno
- poraba električne energije je 18 kWh/m² letno
- toplotne izgube ne smejo biti večje od 10 W/m²
- zrakotesnost n50 mora biti manjša od 0,6 h−1

Vir

### Načrtovanje
Objekt mora zelo dobro izkoristiti sončno sevanje. Debelejše stene shranijo več toplote za kasnejše ogrevanje. Kompaktna in enostavna oblika zgradbe zmanjša transmisijske toplotne izgube. Razmerje med površino in volumnom mora biti čim manjše. Primerne oblike so kvadratna, okrogla, osmerokotna in elipsasta.

### Ovoj objekta
Konstrukcije so masivne ali lahke, na izbiro vpliva cena. Masivne stene so iz zidakov iz betona ali lahkega betona, opečnih zidakov, opečnih zidakov, polnjenih s perlitom ali tudi iz betona. Na zunanji strani mora biti primeren sloj toplotne izolacije. Lahke stene so večinoma iz lesa. Toplotni ovoj objekta mora imeti toplotno prevodnost manjšo od 0,15 W/(m²K). Za toplotno-izolacijske materiale se uporablja umetne anorganske in organske ter naravne materiale. Med slednjimi so celulozna vlakna, lesna vlakna, kokosova vlakna, lan, konoplja, ovčja volna, pluta in slama.
Za vrata in okna se zahteva trislojna zasteklitev, dodatna izolacija na okvirju in toplotna prevodnost, ki ne sme presegati 0,8 W/(m²K). Največje steklene površine morajo biti obrnjene na južno stran. V poletnem času se steklene površine senči z roletami, žaluzijami, roloji, lamelami ali markizi. Prepustnost celotnega sončnega sevanja v prostor je večja ali enaka 50%.

### Zrakotesnost
Pri nekontroliranem prezračevanju nastajajo toplotne izgube. Mejna vrednost zrakotesnosti je pri pasivni hiši 0,6 h−1, torej se lahko pri tlačni razliki 50 Pa v eni uri odvede 0,6 celotnega notranjega volumna zraka. Vsak gradbeni element zunanjega ovoja mora biti zrakotesen, prav tako spoji, vgradnja oken in vrat ter vsi preboji zunanjega ovoja zaradi instalacij.

### Prezračevanje
Na ustreznem zunanjem mestu se zajame svež zrak, ki se ga dovede do prezračevalne naprave. Pred tem se zrak očisti prašnih delcev. V prenosniku toplote, rekuperatorju, se svež zrak predgreje s toploto izrabljenega zraka, ki zapušča objekt. Izrabljeni zrak se največkrat zajema v vlažnih prostorih, kot so kuhinja, stranišče ali kopalnica. Prenosnik toplote mora imeti izkoristek, ki je večji od 75 %. Ker prezračevalna naprava potrebuje električno energijo, katere uporaba je pri pasivnih hišah omejena, se pogosto uporablja le v zimskem času oziroma ko je zunanja temperatura dovolj nizka.

## Izzivi
Zahtevnost gradnje pasivne hiše zahteva skrbnost, izkušenost in informiranost vseh vpletenih v projekt, ki se morajo izogibati hitrim in poceni rešitvam, še posebej pri prezračevanju. Možne težave pri dokončani zgradbi so nabiranje kondenza, pregrevanje, hrup in slabo prezračevanje. Investitorji, inženirji in pogodbeniki pogosto nimajo praktičnega modela, po katerem bi že v zgodnji fazi gradnje lahko začeli obvladovati tveganja.
Nekateri uporabniki imajo težave s previsoko temperaturo v spalnici ter prenizko v kopalnici in dnevni sobi, kar jih sili v uporabo dodatnih naprav. Hrup prezračevalnih naprav je zaradi učinkovite izolacije bolj očiten, zato jih nekateri nastavijo na nižjo vrednost, kar povzroči slabšo kakovost zraka v manjših objektih z več osebami. Slabo načrtovane lokacije loput za dovajanje zraka in napačna vrsta le teh povzročajo težave z zrakom predvsem v spalnici. Strah pred prepihom omejuje uporabo loput za dovajanje zraka. Prezračevalni sistem zahteva redno čiščenje, saj nabrana umazanija v njem škoduje zdravju. Umazani filtri zmanjšajo volumen zraka za skoraj petino in ustvarjajo neravnovesje med dovedenim in odvedenim zrakom. Čiščenje samega ventilatorja ne zadostuje. Zapletene instalacije nepoučenemu uporabniku otežijo nadzor in vzdrževanje ter povzročajo nepredvidene stroške. Ljudje, računalniki, razsvetljava in preslaba zaščita pred soncem prispevajo k pregrevanju. Višek toplote se lahko shrani v masivna gradiva.
Zasteklitev je problematična, ker se skozi njo izgublja toplota, poleg tega pa je draga.

## Slovenija
Pasivne hiše se v Sloveniji gradijo od leta 2005, do leta 2008 jih je bilo zgrajenih 5. Investitorji so bili mladi ljudje, ki so zgledovali po tujini. Leta 2006 so se pri nas začela na to temo organizirati predavanja, seminarji in delavnice.

### Finančne spodbude
Od leta 2008 Eko sklad nudi nepovratna finančna sedstva za gradnjo pasivnih hiš. Spodbuja se uporabo naravnih materialov. Večina pasivnih hiš v Sloveniji je iz lesa. Pri izračunu energetske učinkovitosti se upošteva klimatske podatke iz Ljubljane. Leta 2008 je bila najvišja možna subvencija 25.000 evrov. Po pravilih poziva iz leta 2017 se za garažna in vhodna vrata ne deli nepovratnih sredstev.

### Združenja
Konzorcij pasivna hiša deluje pod okriljem Fakultete za arhitekturo Univerze v Ljubljani. Njegovi člani so institucije, podjetja in strokovnjaki.

## Podobne gradnje
Poznamo še nizkoenergijsko hišo, trilitrsko hišo, ničenergijsko hišo, energijsko samozadostno hišo in plus energijsko hišo.